# Прапор Харківської області

Зображення прапора згідно з додатком № 3 до рішення обласної ради

Прапор Харківської області — символ, що відображає історію й традиції області. Затверджений рішенням VI сесії XXIII скликання Харківської обласної ради  11 травня 1999 року «Про затвердження символіки Харківської області».

## Опис
Прапор області являє собою прямокутне полотнище (відношення ширини до довжини 2:3 малинового кольору із зображенням в центральній частині герба області. Висота гербового щита дорівнює 1/2 ширини прапора. Прапор області двосторонній. Навершя древка являє собою металевий конус, висотою рівною 1/10 ширини прапора, основа конуса — дорівнює двом діаметрам древка, закріплюється на циліндричній основі висотою рівною 1/20 ширини прапора. Колір металу, з якого виготовляється навершя, срібний.
Еталонний зразок прапора області зберігається в кабінеті голови обласної ради, що міститься в Будинку рад.

## Історія

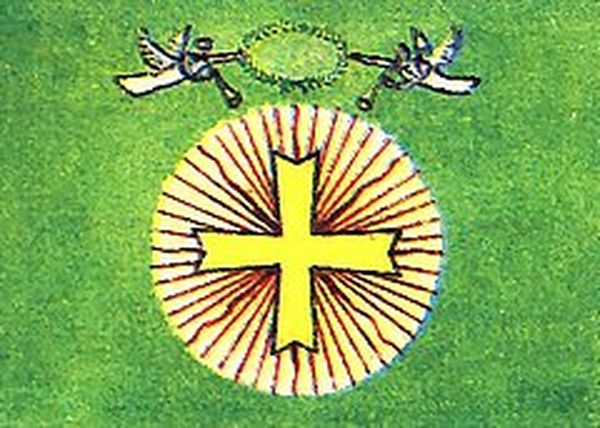
Знамено Харківського козацького полку.

В царську та радянську епохи адміністративні одиниці не мали власних прапорів. Проте з 1651 р. (чи 1659 р.) по 1765 р. Харків був полковим центром Харківського слобідського козацького полку, який мав власне знамено.
На першому полковому знамені було зображено російський герб під коронами з круговим написом: "знамя великого государя, царя и великого князя Петра Алексеевича всея Великія и Малыя и Белыя Россіи самодержца". На другому — хрест у сяйві і над ним два янголи з сурмами, що тримають вінець.